# Uta nolascensis
Uta nolascensis là một loài thằn lằn trong họ Phrynosomatidae. Loài này được Van Denburgh & Slevin mô tả khoa học đầu tiên năm 1921.